# Ali Akbar Velayati
Ali-Akbar Velayati, en persan : علی‌اکبر ولایتی, né le 25 juin 1945 à Shemiran (le district nord de Téhéran),, est un homme politique iranien, ministre des Affaires étrangères de 1981 à 1997.

## Biographie
Après une licence en pédiatrie à l'université de Téhéran, il étudie les maladies infectieuses à l'université Johns-Hopkins aux États-Unis dans les années 1970. Médecin de profession, il entre en politique après la Révolution iranienne de 1979 qui instaure une république islamique. Il est vice-ministre de la Santé de 1980 à 1981, puis ministre des Affaires étrangères de 1981 à 1997. C'est à ce titre qu'il négocie la fin de la Guerre Iran-Irak (1981-1988). Il devient ensuite proche conseiller du Guide suprême l'Ayatollah Ali Khamenei en matière de politique étrangère,.
Considéré particulièrement loyal au Guide suprême, il est autorisé par le Conseil des gardiens de la Constitution à se présenter à l'élection présidentielle de juin 2013. Il est le candidat du Parti de la coalition islamique, ultra-conservateur.
En 1992, plusieurs hommes politiques opposés au gouvernement iranien, dont Sadegh Sharafkandi, le chef du Parti démocratique du Kurdistan, sont assassinés au Mykonos, un restaurant grec de Berlin. Velayati est accusé lors de l'enquête sur les assassinats du restaurant Mykonos, comme l'un des organisateurs des crimes. Dans son verdict du 10 avril 1997, le tribunal allemand a délivré un mandat d'arrêt international contre le ministre iranien des renseignements Ali Fallahian, mais dénonce aussi l'implication de Velayati, de Khamenei et de Rafsanjani comme donneurs d'ordre. Cela conduit à une crise diplomatique entre les gouvernements de l'Iran et de plusieurs pays européens, qui dure jusqu'en novembre 1997,,.
En mars 2020, il est infecté par le SARS-CoV-2 (coronavirus à l'origine d'une pandémie de COVID-19 qui affecte particulièrement l'Iran) après avoir été en contact avec de nombreux patients de l'hôpital Masih Daneshvari (fa), dont il est le directeur.